# Euura lappo
Euura lappo är en stekelart som beskrevs av René Malaise 1920. Euura lappo ingår i släktet Euura, och familjen bladsteklar. Arten är reproducerande i Sverige.